# 1790년 타협
1790년 타협(영어: Compromise of 1790)은 알렉산더 해밀턴, 토머스 제퍼슨, 제임스 매디슨 사이의 타협으로, 해밀턴은 미국 연방 정부가 주의 채무를 인수하여 지불하는 결정을 얻어냈고, 제퍼슨과 매디슨은 컬럼비아 특별구라고 불리는 국가 수도를 남부에 확보했다. 이 합의는 미국 의회의 교착 상태를 해결했다. 남부인들은 미국 재무부의 주 채무 인수를 막고 있었고, 이로써 재정적으로 강력한 연방 정부를 건설하려는 해밀턴 프로그램을 좌절시키고 있었다. 북부인들은 남부인들이 강력히 원했던 영구적인 국가 수도를 버지니아주-메릴랜드주 국경에 두는 제안을 거부했다.
토머스 제퍼슨이 주최한 이 회의에는 알렉산더 해밀턴, 제임스 매디슨, 그리고 제퍼슨만이 참석하여, 어떤 이야기가 오갔는지에 대한 추측을 불러일으켰다.
이 타협은 1790년 7월과 8월에 수도입지법과 1790년 자금 조달법의 통과를 가능하게 했다. 역사가 제이콥 쿡에 따르면, 이는 "일반적으로 미국 역사에서 가장 중요한 거래 중 하나로 간주되며, 더 잘 알려진 미주리 타협과 1850년 타협 바로 아래에 순위를 매긴다."

## 회의

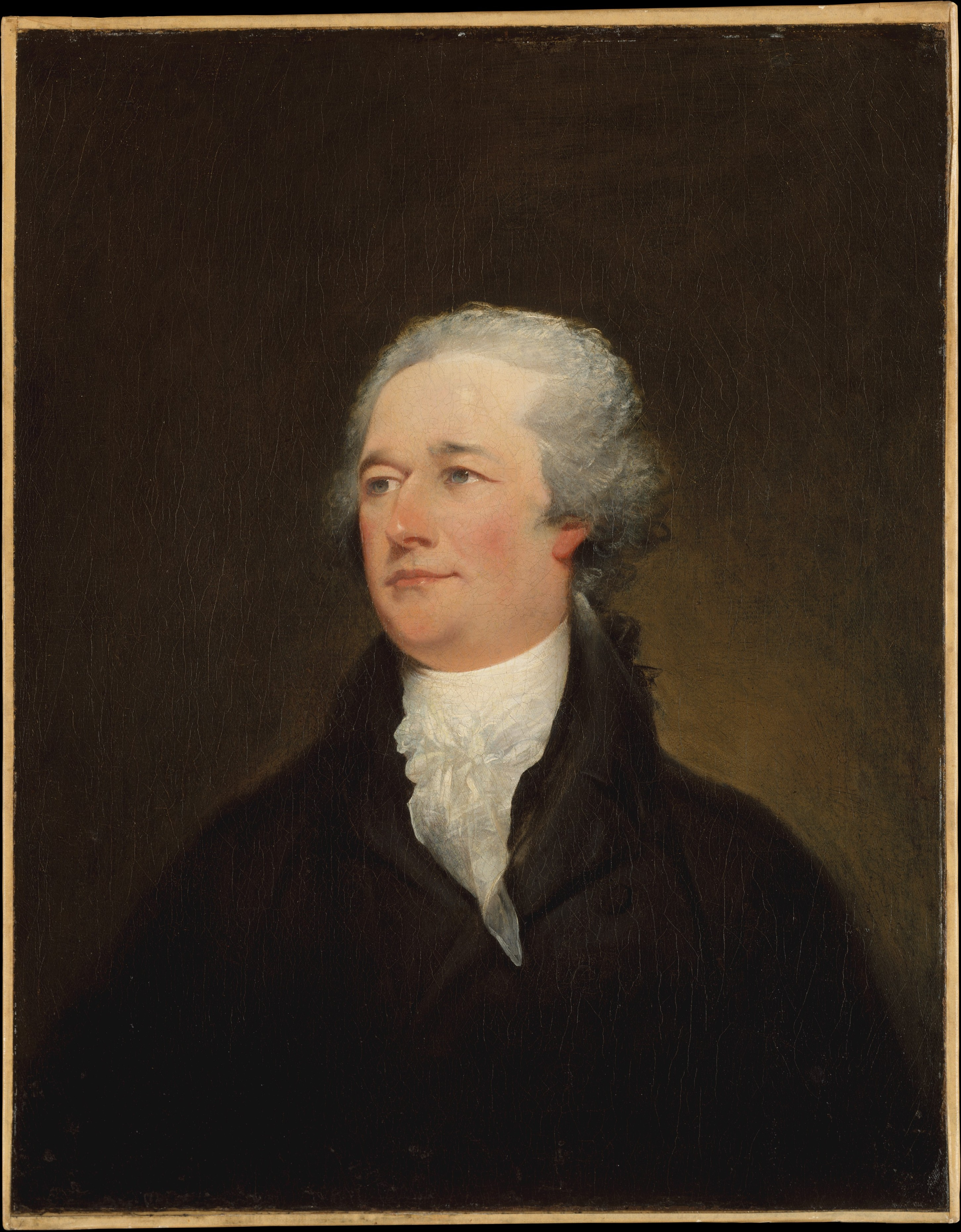
알렉산더 해밀턴

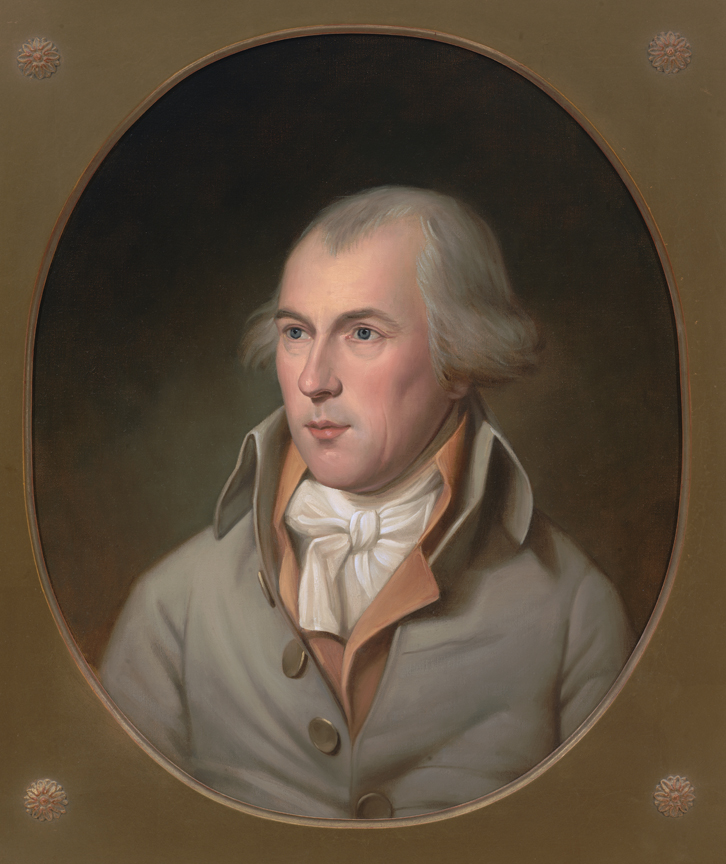
제임스 매디슨

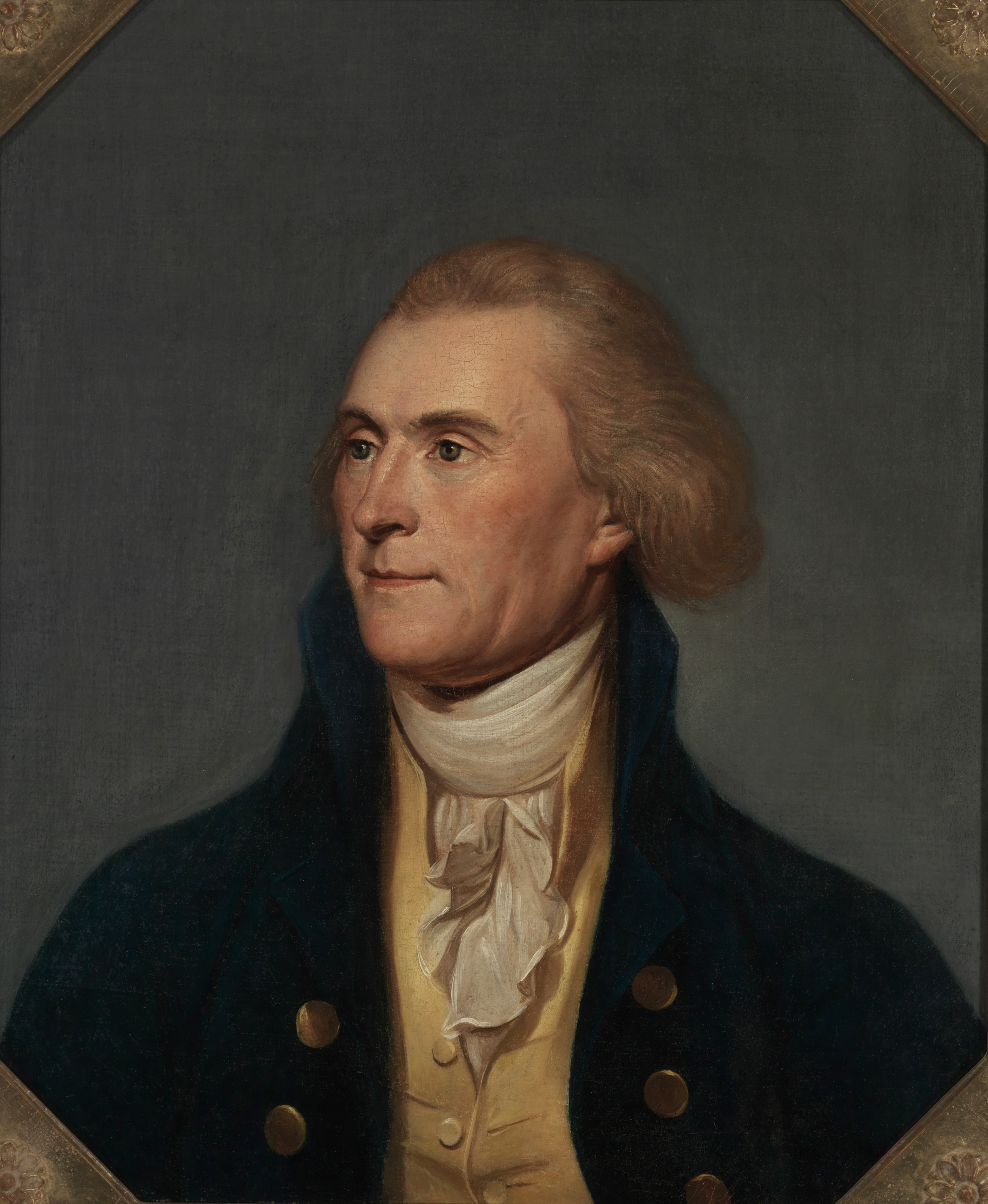
토머스 제퍼슨

연방 및 주 차원의 정치인들은 비공식 협상을 통해 입법 교착 상태를 해결하려 했다. 1790년 여름, 당시 국가의 임시 수도였던 뉴욕에서 여러 비밀 회의와 정치적 만찬이 열렸다.
"만찬 테이블 협상"은 이러한 타협 노력의 마지막 단계에서 중요한 역할을 한 사건이었다. 사건 2년 후 전 국무장관 토머스 제퍼슨이 제공한 기록에 따르면, "만찬"은 재무장관 알렉산더 해밀턴과 미국 하원 의원 제임스 매디슨 간의 비공개 회의였다. 6월에 하원에서 인수 법안이 두 번째로 부결된 직후, 해밀턴은 자신의 재정 계획이 좌절될까 절망하여 새로 임명된 제퍼슨에게 이 문제에 대한 자신의 영향력을 행사해달라고 호소했다. 제퍼슨의 기록에 따르면, 그는 1790년 6월 20일경 뉴욕에 있는 자신의 거처에서 두 관료를 위한 만찬을 마련했다. 이 회의는 "인수" 및 "거주지" 위기에 대한 정치적 합의를 이끌어냈다.
제퍼슨은 뉴욕에 있는 자신의 숙소에서 이들 간의 만남을 이렇게 묘사했다.
"그것은 매디슨 씨가 [즉, 주 채무 인수] 문제가 상원에서 수정안으로 다시 하원에 상정되어야 한다는 제안에 동의하는 것으로 끝났습니다. 그는 투표하지도, 완전히 반대를 철회하지도 않을 것이지만, 강경하게 나서지 않고 그 운명에 맡길 것입니다. 그들 중 누가 말했는지 잊었지만, 그 알약이 남부 주들에게는 쓴 것이 될 것이므로, 그들을 달래기 위해 무언가 해야 한다고 지적했습니다. 그리고 정부 청사를 [포토맥]으로 옮기는 것은 정당한 조치이며, 아마도 그들에게 인기가 있을 것이고, 인수 다음에 적절한 조치가 될 것입니다."

알렉산더 해밀턴 재무장관의 공공 신용에 대한 첫 번째 보고서의 핵심 조항은 인수법 통과로 승인되어 공공 신용의 토대를 마련했다. 수도입지법으로 인해 영구적인 미국 수도는 뉴욕이나 필라델피아와 같은 대도시 및 금융 중심지가 아닌, 당시 국가의 인구 중심지였던 메릴랜드주와 버지니아주와 같은 농업 주에 위치하게 되었다. 제퍼슨과 매디슨은 이 거래의 일환으로 해밀턴으로부터 그들의 주 버지니아를 위한 유리한 채무 조정을 확보했다.

## 인수
역사가 맥스 M. 에들링은 수도의 위치를 협상 전략으로 사용하여 인수가 이루어졌다고 말한다. 알렉산더 해밀턴은 연방 재무부가 주들이 미국 독립 전쟁 비용을 지불하기 위해 발생시킨 채무를 인수하고 갚아야 한다고 제안했다. 재무부는 부자들이 구매할 채권을 발행하여 부자들이 국가 정부의 성공에 실질적인 지분을 갖도록 했다. 해밀턴은 새로운 수입 관세로 새로운 채권을 갚을 것을 제안했다. 제퍼슨은 처음에는 이 계획을 승인했지만, 매디슨은 연방의 채무 통제가 국가 정부에 너무 많은 권력을 집중시킬 것이라고 주장하여 제퍼슨의 마음을 돌려놓았다.
에들링은 1790년 인수가 통과된 후 받아들여졌다고 지적했다. 제임스 매디슨은 투기꾼들에게 100% 미만으로 지불하려고 했지만, 그들이 주 채무에 대해 얼마나 적게 지불했는지와 상관없이 액면가로 지급받았다. 제퍼슨이 대통령이 되었을 때, 그는 이 시스템을 계속 유지했다. 미국의 신용은 국내외에서 확고하게 확립되었고, 해밀턴은 그의 새로운 연방당에 많은 채권 소유자들을 성공적으로 가입시켰다. 좋은 신용 덕분에 토머스 제퍼슨의 재무장관 앨버트 갤러틴은 1803년 루이지애나 매입 자금을 조달하기 위해 유럽에서 차입할 수 있었고, 미영 전쟁 자금을 조달하기 위해 차입할 수 있었다.

## 대중문화에서
이 타협은 린마누엘 미란다의 뮤지컬 해밀턴의 노래 "The Room Where It Happens"에서 극화되었는데, 이 노래는 협상에 참여하지 않은 방관자였던 에런 버의 시각에서 이야기를 들려준다.

## 같이 보기
- 미국 공채에 대한 첫 번째 보고서
- 수도입지법

## 참고 문헌
- Bordewich, Fergus M. The First Congress: How James Madison, George Washington, and a Group of Extraordinary Men Invented the Government (2016) on 1789–91.
- Clinton, Joshua D., and Adam Meirowitz. "Testing explanations of strategic voting in legislatures: A reexamination of the compromise of 1790." American Journal of Political Science 48.4 (2004): 675–689.
- Risjord, Norman K. "The Compromise of 1790: New Evidence on the Dinner Table Bargain." William and Mary Quarterly 33 (April 1976): 309–314. in JSTOR